# Ice Horse
Ice Horse är en bergstopp i Antarktis. Den ligger i Västantarktis. Argentina, Chile och Storbritannien gör anspråk på området. Toppen på Ice Horse är 759 meter över havet.
Terrängen runt Ice Horse är huvudsakligen platt, men den allra närmaste omgivningen är varierad. Trakten är glest befolkad. Närmaste befolkade plats är Gonzalez Videla Station, 11,1 kilometer söder om Ice Horse.